# كونغ: جزيرة الجمجمة
كونغ: جزيرة الجمجمة (بالإنجليزية: Kong: Skull Island)‏ فيلم أميركي أصدر عام 2017 من إخراج جوردن فوغت روبرتس وكتبه دان جيلروي، ماكس بورنشتاين وديريك كونولي، من قصة جون جاتينز.
الفيلم استكمال لسلسة كينغ كونغ المتميزة، وثاني أفلام شركة ليجنداري بيكتشرز في مونستيرفيرز الفيلم ضم عدد من الممثلين أمثال توم هيدليستون، صامويل جاكسون، جون غودمان، بري لارسون، جينغ تيان، توبي كيبيل، جون أورتيز، كوري هوكينز، جيسون ميتشل، شيا ويغهام، توماس مان، تيري نوتاري، جون سي رايلي.
تم الإعلان عن الفيلم في يوليو 2014 في سان دييغو كومك كون إنترناشونال وتم الإعلان عن فوغت روبرتس كمخرج في سبتمبر 2014. بدأ المشروع أصلاً في شركة يونيفرسال بيكتشرز ولكن تم نقله لاحقًا إلى شركة وارنر برذرز السينمائي يضم غدزيلا وكينغ كونغ، استغرق التصوير الرئيسي من أكتوبر 2015 إلى مارس 2016 في هاواي ومواقع مختلفة في جميع أنحاء فيتنام. عرضت لأول مرة في 28 فبراير 2017، في لندن، وأفرج عنه في الولايات المتحدة في 10 مارس 2017، بنظام 2 دي، ثري دي آيماكس في سينما دولبي، حقق الفيلم نجاحا تجاريا، حيث حقق أكثر من 568 مليون دولار في جميع أنحاء العالم مقابل ميزانيته البالغة 185 مليون دولار، مما يجعله سابع أعلى فيلم إحصائي لعام 2017.

## أحداث القصة
يروي الفيلم قصة خروج فريق من العلماء والجنود الولايات المتحدة في حرب فيتنام خلال حقبة السبعينات، في رحلة شاقة نحو جزيرة نائية تقع في قلب المحيط الهادئ؛ وتبدأ التحريات حولها وحول ما تحتويه، وصولًا إلى كونغ الأسطوري، ملك هذه الجزيرة وما عليها.، في بيئة صعبة بين الإنسان والطبيعة. أصبحت مهمتهم الاستكشافية مهمة البقاء على قيد الحياة، والقتال للهروب من عالم بدائي لم تمتد إليه يد البشرية.

## طاقم التمثيل

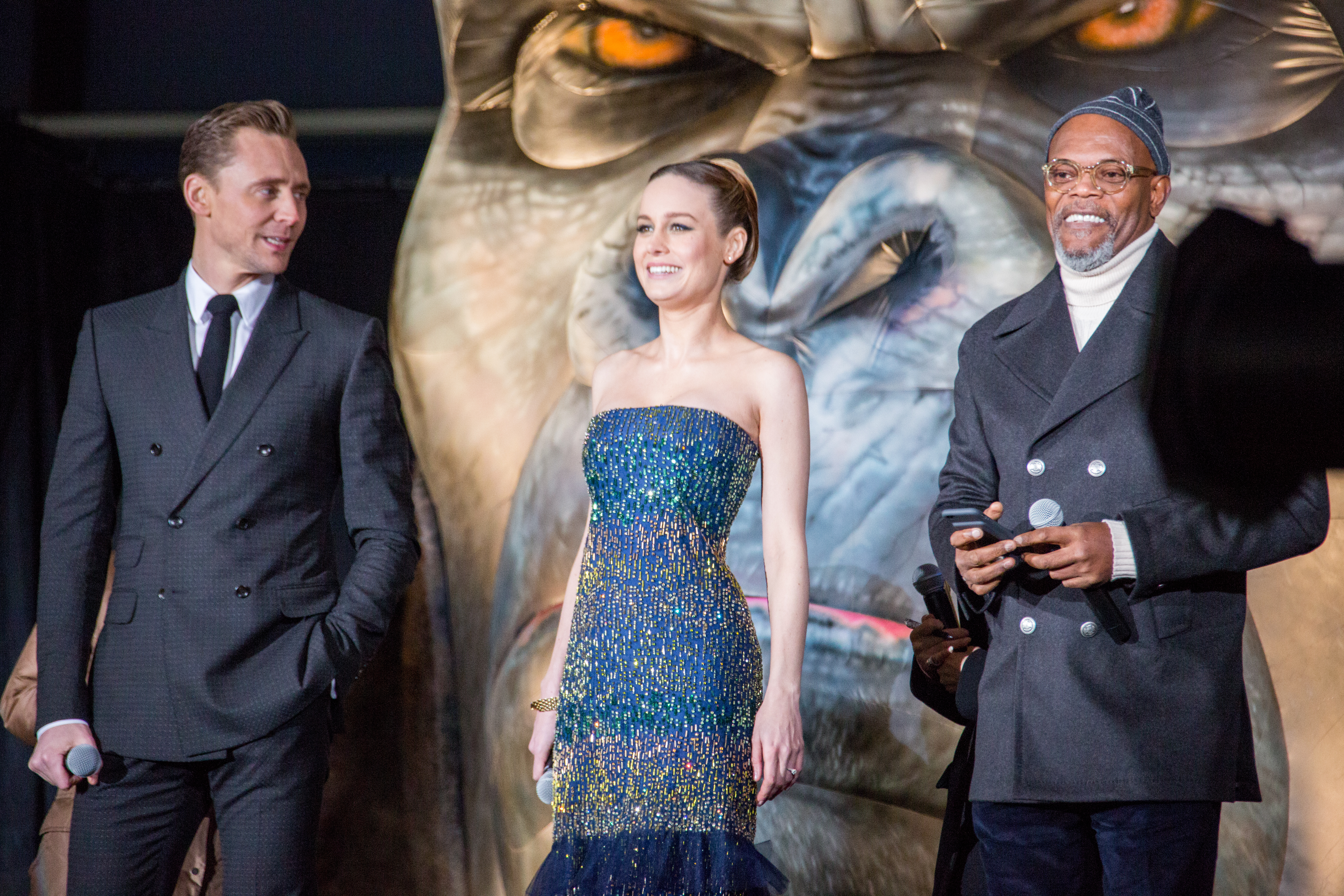
النجوم توم هيدلستون ، بري لارسون وصموئيل جاكسون ، في العرض الياباني الأول للفيلم، في مارس 2017

- توم هيدليستون في دور الكابتن جيمس كونراد
- صموئيل جاكسون في دور العقيد بريستون باكارد
- جون غودمان في دور ويليام «بيل» راندا
- بري لارسون في دور ماسون ويفر
- جينغ تيان في دور سان لين
- كوري هوكينز في دور هيوستن بروكس
- توبي كيبيل في دور جاك تشابمان
- جون أورتيز في دور فيكتور نيفيس
- جايسون ميتشيل في دور غلين ميلز
- شيا ويجهام في دور إيرل كول
- توماس مان في دور ريغ سليفكو
- جون سي رايلي في دور الملازم هانك مارلو
- تيري نوتري وتوبي كيبل،[14] في تحريك كينغ كونغ (أداء مو كاب):

## روابط خارجية
- الموقع الرسمي
- كونغ: جزيرة الجمجمة على موقع IMDb (الإنجليزية)
- كونغ: جزيرة الجمجمة على موقع ميتاكريتيك (الإنجليزية)
- كونغ: جزيرة الجمجمة على موقع روتن توميتوز (الإنجليزية)
- كونغ: جزيرة الجمجمة على موقع نتفليكس (الإنجليزية)
- كونغ: جزيرة الجمجمة على موقع قاعدة بيانات الأفلام العربية
- كونغ: جزيرة الجمجمة على موقع ألو سيني (الفرنسية)
- كونغ: جزيرة الجمجمة على موقع Turner Classic Movies (الإنجليزية)
- كونغ: جزيرة الجمجمة على موقع أول موفي (الإنجليزية)
- كونغ: جزيرة الجمجمة على موقع بوكس أوفيس موجو (الإنجليزية)
- كونغ: جزيرة الجمجمة على موقع فيلمافينيتي (الإسبانية)
- كونغ: جزيرة الجمجمة على موقع أول موفي.

- Official Monarch Themed website